# Capitophorus xanthii
Capitophorus xanthii är en insektsart som först beskrevs av Oestlund 1886.  Capitophorus xanthii ingår i släktet Capitophorus och familjen långrörsbladlöss. Inga underarter finns listade i Catalogue of Life.